# Matrimonio all'italiana
Matrimonio all'italiana is een Italiaanse film uit 1964 geregisseerd door Vittorio De Sica. De hoofdrollen worden vertolkt door Sophia Loren en Marcello Mastroianni. De film is gebaseerd op het Napolitaanse toneelstuk Filumena Marturano.
De film won een Golden Globe voor beste buitenlandse film en werd twee keer genomineerd voor een Oscar.

## Verhaal
De succesvolle zakenman Domenico begint een affaire met de mooie Filumena. Ze was door armoede in de prostitutie beland en wordt zijn minnares. Hij weet echter niet dat zij drie kinderen heeft, die opgevoed worden door een oppasser. Wanneer Domenico op het punt staat te trouwen met een jonge medewerkster doet Filumena alsof ze stervende is. Hij zegt het huwelijk af. Bovendien vertelt Filumena dat een van de drie kinderen van hem is maar ze vertelt niet wie.

## Rolverdeling
| Acteur               | Personage          |
| -------------------- | ------------------ |
| Sophia Loren         | Filumena Marturano |
| Marcello Mastroianni | Domenico Soriano   |
| Aldo Puglisi         | Alfredo            |
| Tecla Scarano        | Rosalia            |
| Marilù Tolo          | Diana              |
| Gianni Ridolfi       | Umberto            |
| Generoso Cortini     | Michele            |
| Vito Moricone        | Riccardo           |
| Rita Piccione        | Teresina           |

## Prijzen en nominaties
- Oscar
  - Genomineerd: Beste buitenlandse film
  - Genomineerd: Beste actrice (Sophia Loren)
- David di Donatello
  - Gewonnen: Beste producent (Carlo Ponti)
- Golden Globes
  - Gewonnen: Beste buitenlandse film
  - Genomineerd: Beste acteur (Marcello Mastroianni)
  - Genomineerd: Beste actrice (Sophia Loren)
- Silver Ribbon
  - Gewonnen: Beste vrouwelijke bijrol (Tecla Scarano)
- Moscow International Film Festival Award
  - Gewonnen: Beste actrice (Sophia Loren)
  - Genomineerd: Beste regisseur (Vittorio De Sica)